# Ranunculus gainanensis
Ranunculus gainanensis är en ranunkelväxtart som beskrevs av P. van Royen. Ranunculus gainanensis ingår i släktet ranunkler, och familjen ranunkelväxter. Inga underarter finns listade i Catalogue of Life.